# Ореше
 Тази статия е за селото в България.  За селото във Велешко, Северна Македония вижте Ореше (община Чашка).  
Орѐше е село в Югозападна България. То се намира в община Гърмен, област Благоевград.

## География
Село Ореше се намира в планински район. То попада в историко-географската област Чеч. Намира се до село Крушево. Географското му разположение е предспоставка за отглеждане на голямо количество тютюн, което е и основния поминък на населението там.

## История
Край селото са открити останки на две късноантични църкви. Едната е трикорабна базилика, разположена на 1 километър югоизточно от днешното село, и е функционирала от първата половина на V век до края на VI век. Втората църква е на 300 метра от първата и не е проучвана.
В списък на селищата и броя на немюсюлманските домакинства във вилаета Неврокоп от 13 март 1660 година село Ореше е посочено като село, в което живеят 25 християнски семейства. В османските документи селото се често се среща изписано Ореша (на османски турски: ﺍﻭﺭشــه).
В XIX век Ореше е мюсюлманско село в Неврокопска каза на Османската империя. В „Етнография на вилаетите Адрианопол, Монастир и Салоника“, издадена в Константинопол в 1878 година и отразяваща статистиката на населението от 1873 година, Ореше (Oréché) е посочено като село с 30 домакинства и 80 жители помаци. Съгласно статистиката на Васил Кънчов („Македония. Етнография и статистика“) към 1900 година Ореше (Оръшово) е българо-мохамеданско селище. В него живеят 225 българи-мохамедани в 40 къщи.. Според Стефан Веркович към края на XIX век Ореше има мюсюлманско мъжко население 104 души, което живее в 30 къщи.

## Население

### Етнически състав
Преброяване на населението през 2011 г.
Численост и дял на етническите групи според преброяването на населението през 2011 г.:
|                     | Численост |
| Общо                | 198       |
| Българи             | 56        |
| Турци               | 23        |
| Цигани              | -         |
| Други               | 48        |
| Не се самоопределят | 12        |
| Неотговорили        | 59        |

## Религии
Жителите на селото изповядват исляма

## Културни и природни забележителности
Село Ореше е още един бисер от множеството неопознати родопски села. Интересни забележителности в околието на селото са невероятната природа с много интересни скални образувания, вековни дървета и чудни зелени поляни. Забележителност са и отворените старинни гробове, представляващи заградено под земята пространство от огромни тикли, където все още могат да се видят човешки кости. Тези гробове са съхранявали години наред голямо количество злато и ценни изсторически предмети като медни съдове, глинени съдове и други, които обаче са варварски разграбени от иманяри. Друга забележителност за село Ореше са римските мостове, които в продължение на векове са в отлично състояние. Покрай селото минава река Върбица. В дефилето си тя е образувала красиви водопадчета и скални образувания. В покрайнините на селото има и още много къщи от цяло римско селище, гробове и страхотни скални образувания.

## Редовни събития
В селото всяка година се празнува Байрам, на който всички хора излизат на центъра на Ореше и се веселят, като играят различни хора.